# Seke-Bugoro
Seke-Bugoro è una circoscrizione rurale (rural ward) della Tanzania situata nel distretto di Kishapu, regione di Shinyanga. Conta una popolazione di 16 616 abitanti (censimento 2012).